# Wończa pachnąca
Wończa pachnąca (Osmanthus fragrans) – gatunek krzewów i małych drzew należący do rodziny oliwkowatych. Występuje on w południowo-wschodniej Azji od Himalajów przez południowe Chiny (Kuejczou, Syczuan, Junnan), Kambodżę i Tajlandię po Tajwan i południową Japonię. Jest rośliną przyprawową. W Chinach kwiat jest symbolem miast Hangzhou, Suzhou i Guilin, w Japonii zaś drzewo wończy pachnącej jest symbolem miast Kitanagoya i Yoshitomi.

## Morfologia
PokrójZimozielone krzewy i niewielkie drzewa osiągające zwykle 3–5 m wysokości, rzadko do 10 m. Pędy nagie.
LiścieNaprzeciwległe, pojedyncze i ogonkowe. Blaszka liściowa eliptyczna do eliptyczno-lancetowatej, całobrzega w dolnej części i piłkowana w górnej części, zaostrzona na wierzchołku. Osiąga od 7 do 14,5 cm długości i 2,6 do 4,5 cm szerokości. Ogonek liściowy długości ok. 1 cm.
KwiatySkupione w wierzchotkowe kwiatostany skrócone do pęczków rozwijających się w kątach liści. Kwiaty wsparte są parą nieorzęsionych, szerokojajowatych przysadek. Kielich jest dzwonkowaty i składa się z czterech działek długości 1 mm. Korona tworzona jest przez cztery zrośnięte płatki, ma kolor żółtawy, żółty lub pomarańczowy i długość 3–4 mm. Pręciki są zwykle dwa, rzadko cztery, zwykle przyrośnięte do górnej części płatków i dłuższe od korony. W każdej z komór zalążni rozwijają się dwa zalążki.
OwoceFioletowoczarne, elipsoidalne pestkowce o długości 1–1,5 cm.

## Uprawa

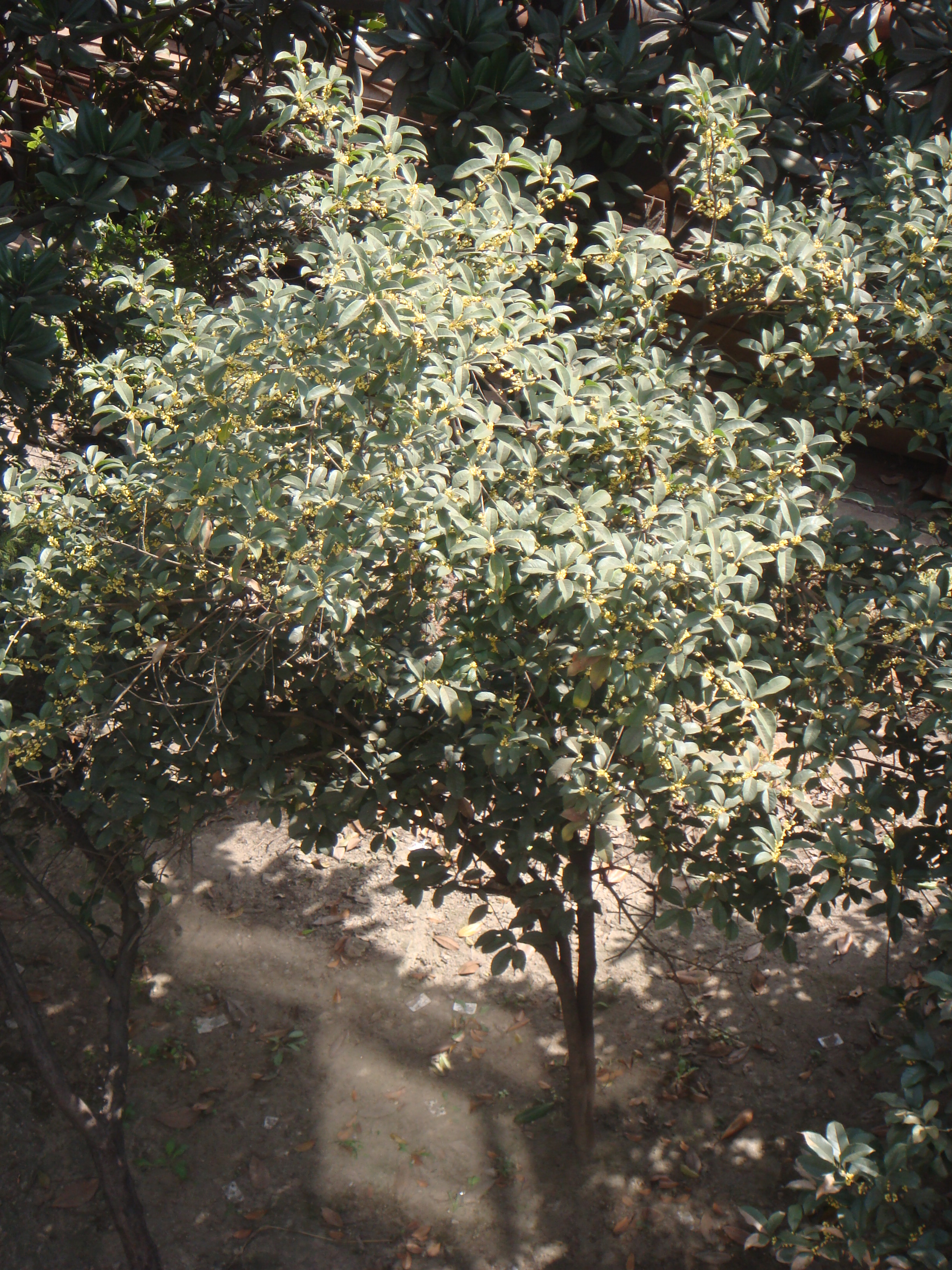
Kwitnąca wończa pachnąca (w październiku) w Jingjiang (Chiny)

Ze względu na kwiaty pachnące dojrzałymi brzoskwiniami i morelami wończa pachnąca jest uprawiana jako roślina ozdobna w ogrodach, m.in. w Azji, Europie i Ameryce Północnej. Istnieją różne odmiany, o różnych kolorach kwiatów. W Japonii odmiany kwitnące na biało i pomarańczowo rozróżnia się jako ginmokusei (jap. 銀木犀, „srebrna wończa”) i kinmokusei (jap. 金木犀, „złota wończa”).

## Zastosowania

### Kulinaria

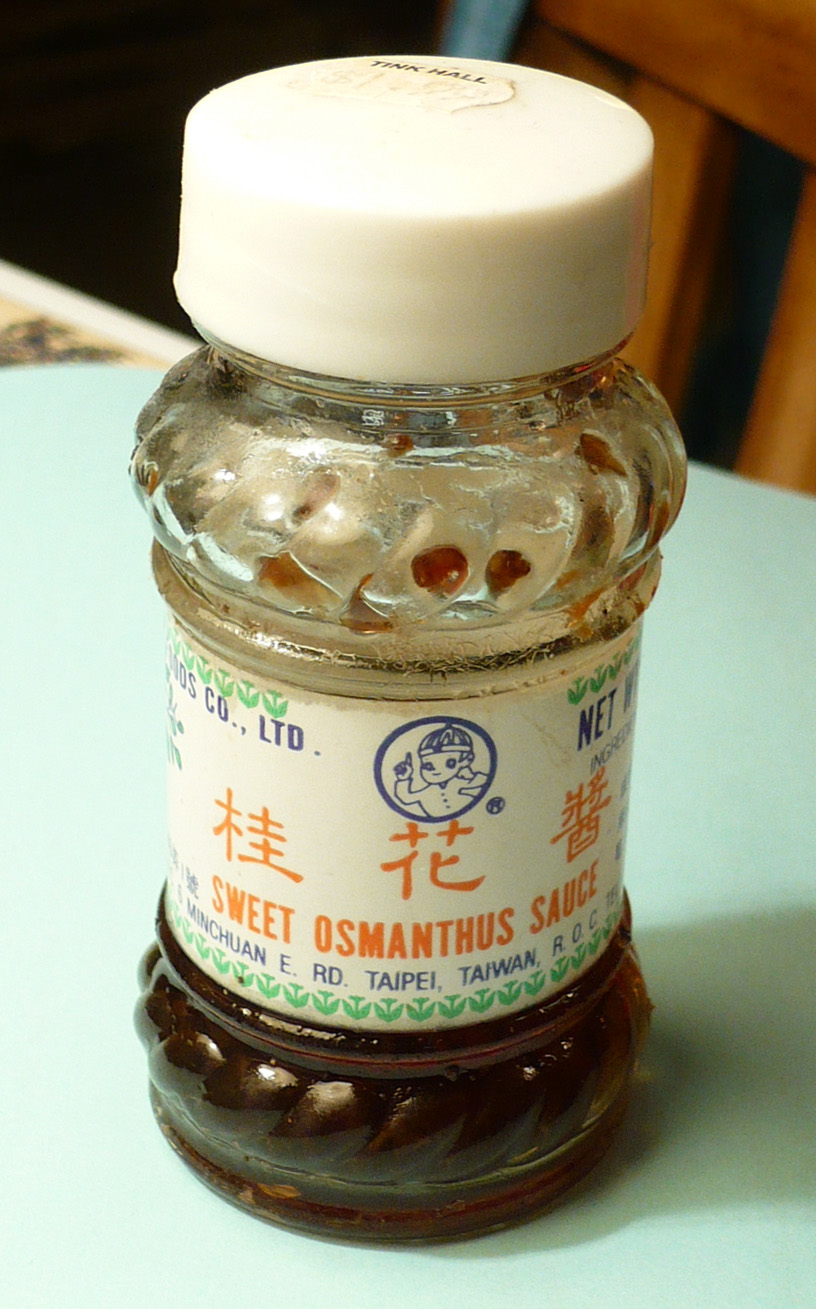
Słoiczek sosu z wończy

W kuchhni chińskiej używa się wończy do aromatyzowania zielonej lub czarnej herbaty żeby uzyskać 桂花茶, guìhuāchá. Z kwiatów produkuje się także dżem (chiń. 桂花酱, guìhuājiàng), ciastka (chiń. 桂花糕, guìhuāgāo), zupy i alkohole. Dżem z wończy jest dodatkiem do owsianki chátāng (chiń. 茶汤), robionej z sorgo lub jagłów. Danie to jest kojarzone z miastem Tiencin, ale jest też popularne w Pekinie.
Wończa pachnąca jest składnikiem wielu chińskich deserów, takich jak kluski Tong Yuan z wończą i syropem z wina ryżowego (chiń. 桂花酒釀湯圓).

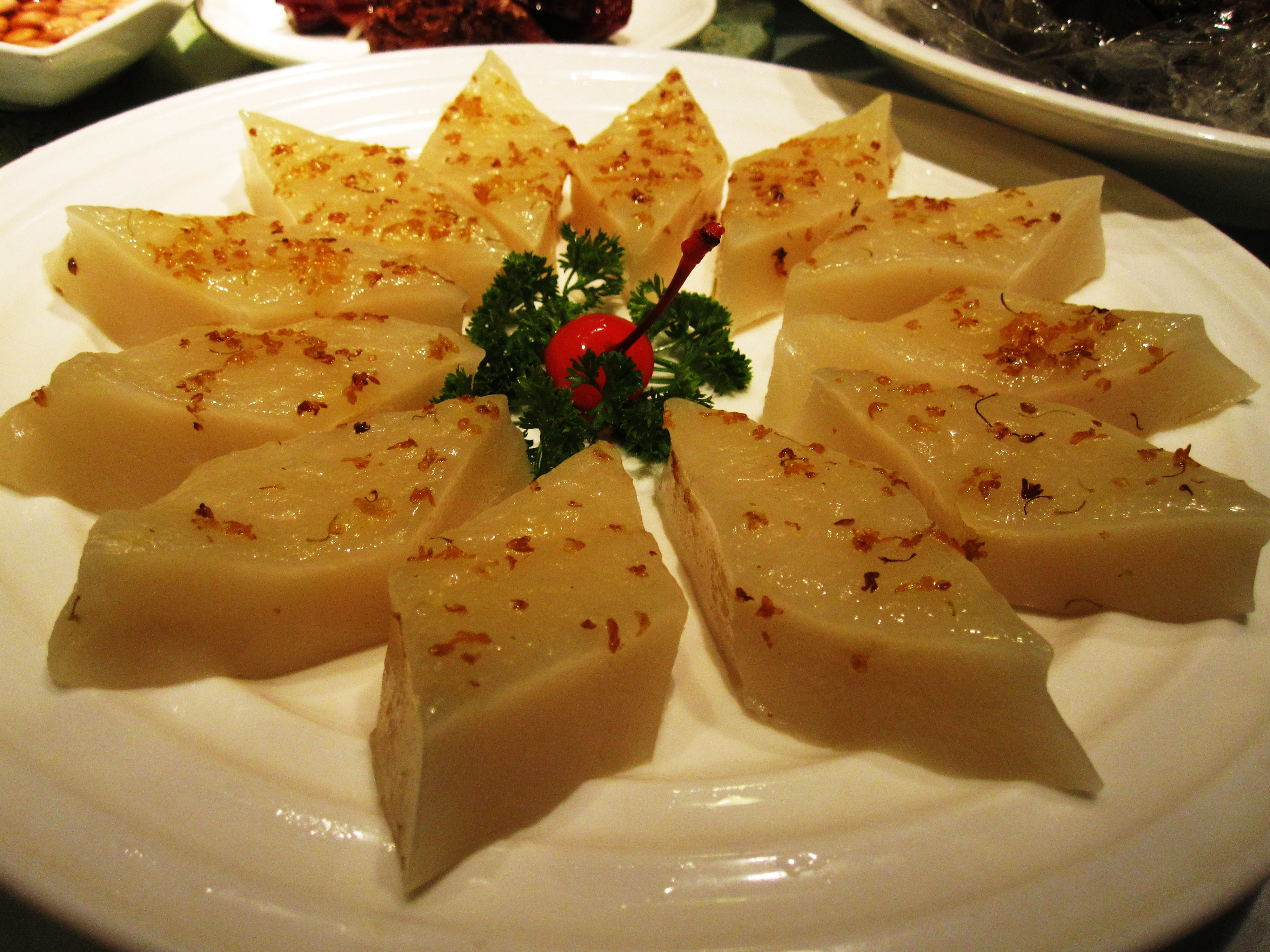
Ciastka z herbatą i wończą

### Repelent
W niektórych regionach północnych Indii, zwłaszcza w Uttarakhand, kwiaty wończy pachnącej są używane jako naturalny repelent stosowany na ubraniach.

### Medycyna
W tradycyjnej medycynie chińskiej wywar z wończy pachnącej był używany jako herbata ziołowa lecząca nieregularną menstruację. Ekstrakt z suszonych kwiatów wykazał działanie neuroprotekcyjne i przeciwutleniające w doświadczeniach in vitro.